# Guy Fawkes-nap

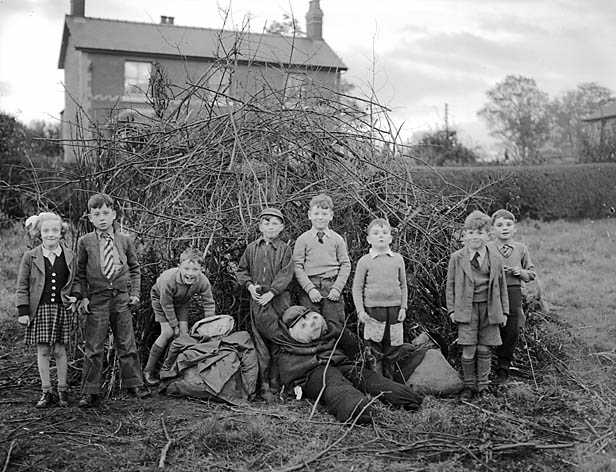
Walesi gyermekek készülődése a Guy Fawkes-nap estéjére, Chirk, Wales, Egyesült Királyság (1954)

Minden év november 5.-én, a Guy Fawkes-nap (Guy Fawkes Day, Guy Fawkes Night, Bonfire Night, Firework Night) nevű brit ünnepen arra emlékeznek, hogy 1605-ben ezen a napon Londonban leleplezték az I. Jakab angol király elleni lőporos összeesküvést (Gunpowder Plot), melynek egyik résztvevője volt Guy Fawkes.

## A merénylet
Az elbukott merényletet elnyomott angol katolikusok próbálták végrehajtani Robert Catesby vezetésével. A terv az volt, hogy felrobbantják a Lordok Házát az angliai parlament megnyitása során, de rajtuk ütöttek, és nyolc összeesküvőt, köztük Fawkes-t, elfogtak. Kínvallatás után halálbüntetésre ítélték, felakasztották és felnégyelték őket.

## Az ünnep

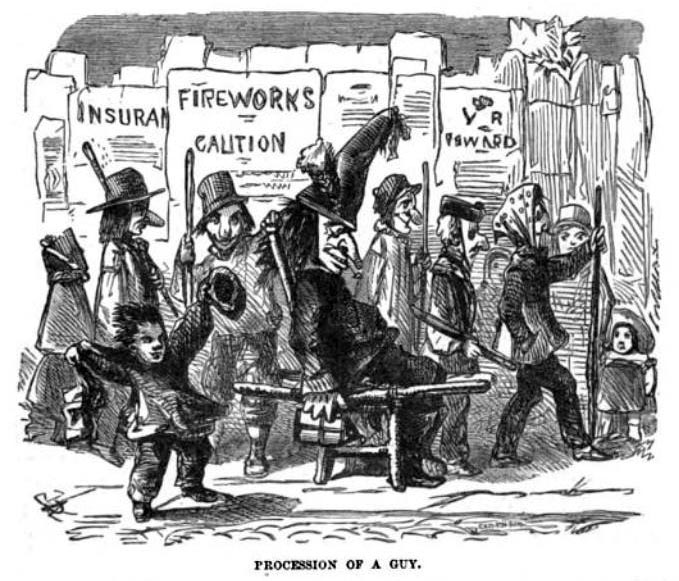
Guy menete - gyerekek megégetik a Fawkest ábrázoló bábut (1864)

Még az összeesküvés leleplezésének napján, november 5-én London lakosait arra biztatták, hogy gyújtsanak örömtüzeket annak örömére, hogy a király megmenekült a merénylettől, feltéve, hogy „az öröm ezen bizonyságait nem kíséri veszély vagy rendbontás”. Egy későbbi törvény minden év november 5-ére hálaadást írt elő, hogy megünnepeljék „megváltásunk örömteli napját”, ez a törvény egészen 1859-ig maradt hatályban. Bár csak egyike volt a 13 elfogott összeesküvőnek, a mai napig Guy Fawkes nevét asszociálják a legtöbben a kudarcot vallott lőporos összeesküvéssel.
Nagy-Britanniában a mai napig november 5-ét Guy Fawkes Night-nak, Guy Fawkes Daynek, Összeesküvés Éjnek vagy Örömtüzek Éjszakájának hívják, utóbbi közvetlenül az 1605. november 5-én gyújtott tüzekre utal. Az örömtüzek mellett az 1650-es évektől kezdve egyre több helyen tartottak tűzijátékokat és 1673 után (amikor a későbbi II. Jakab angol király bejelentette áttérését a katolikus vallásra) elterjedt, hogy ezen az éjszakán elégettek egy (Fawkest vagy a pápát jelképező) bábut is. Azonban az idő során számos olyan bábut elégettek, amelyek az akkor éppen népszerűtlen közéleti szereplőket jelképezték, mint pl. Margaret Thatchert, bár a legtöbb bábu még így is Fawkest jelképezi. A hagyomány szerint a bábut gyerekek készítik régi ruhákból, újságpapírokból és egy maszkból. A 19. század során Fawkes keresztneve, a „guy” felvette a „furcsán öltözött személy” jelentést, de az Egyesült Államokban ez a szó elvesztette negatív felhangját és csak „srácot” vagy „fickót” jelent.